# Тетару (Констанца)
Тетару (рум. Tătaru) — село у повіті Констанца в Румунії. Входить до складу комуни Комана.
Село розташоване на відстані 190 км на схід від Бухареста, 39 км на південний захід від Констанци.

## Населення
За даними перепису населення 2002 року у селі проживали 648 осіб.
Національний склад населення села:
| Національність | Кількість осіб | Відсоток |
| -------------- | -------------- | -------- |
| румуни         | 469            | 72,4%    |
| татари         | 174            | 26,9%    |

Рідною мовою назвали:
| Мова      | Кількість осіб | Відсоток |
| --------- | -------------- | -------- |
| румунська | 469            | 72,4%    |
| татарська | 174            | 26,9%    |

## Відомі особистості
В поселенні народився:
- Септар Мехмет Якуб (1904-1991) — румунський, кримськотатарський юрист, філософ, голова татарської громади Румунії та верховний муфтій Румунії.